# Clare Pleuler
Clare Pleuler (Gloucester, Massachusetts, Estados Unidos, 20 de diciembre de 1993) es una futbolista estadounidense. Juega de centrocampista.

## Clubes
| Club                 | País            | Año       |
| -------------------- | --------------- | --------- |
| Spartak Subotica     | Serbia          | 2018-2019 |
| Ironi Ramat HaSharon | Israel          | 2019      |
| Sparta Praga         | República Checa | 2019      |
| Granadilla Tenerife  | España          | 2020-2021 |
| Real Sociedad        | España          | 2021-2022 |